# Arc Angels
Arc Angels ist eine Anfang der 1990er Jahre gegründete Bluesrock-Band aus dem texanischen Austin. Sie galt damals als Fortführung des von Stevie Ray Vaughan verkörperten Stils.

## Geschichte
Die Band Arc Angels wurde von Doyle Bramhall II, der in jungen Jahren bereits zum Liveaufgebot der The Fabulous Thunderbirds gehört hatte, und Charlie Sexton, beide Sänger und Gitarristen, unter Hinzunahme der Rhythmussektion der Band des kurz zuvor tödlich verunglückten Stevie Ray Vaughan, Bassist Tommy Shannon und Schlagzeuger Chris Layton, gegründet. Der Name leitet sich nicht etwa von „archangel“ (engl. für Erzengel) oder „ark“ (engl. für Arche) ab, sondern geht auf die Initialen des Proberaumkomplexes Austin Rehearsal Center zurück. Dort, wo es mehrere Mietbüros und Übungsräume gab, hatten sie sich um 1990 herum ursprünglich unabhängig voneinander aufgehalten, mit der Zeit kennengelernt und hatten aus Spaß nicht nur gejammt, sondern waren sogar öffentlich aufgetreten. Bramhall II bat Sexton irgendwann kurzerhand um Unterstützung bei seiner neuen Komposition Living in a Dream und beide holten Shannon und Layton, die wegen des plötzlichen Todes von Vaughan noch orientierungslos waren, dazu. Langsam waren die Musiker zu einer Einheit geworden, die sich nun auch nach außen hin als Band präsentieren wollte. Das selbstbetitelte Debütalbum erschien im April 1992. Mit dem Material dieses Albums im Gepäck tourte man bis Herbst 1993. Zu diesem Zeitpunkt eskalierte der Drogenkonsum von Bramhall II und infolgedessen auch der interne Streit. So verständigte man sich im Oktober 1993 darauf, dass es besser sei, auseinanderzugehen. Mehrere Abschiedskonzerte im Backyard Outdoor Venue in Austin beschlossen das kurze Kapitel Arc Angels.
Shannon und Layton harmonierten prächtig und beschritten den weiteren Weg gemeinsam. Bramhall ging in den Heroinentzug, während Sexton seine Solokarriere fortsetzte. Als Bramhall II 1998 unter dem Namen Mighty Zor wieder loslegte, holte er das Gespann Shannon/Layton zurück. Sexton spielte bei Südstaaten-Auftritten ein paar Mal mit und so entstand quasi eine inoffizielle Reunion. Zwischen 2002 und 2009 ergab sich diese Konstellation immer wieder einmal. 2009 war die Zeit reif, die Band offiziell wiederaufleben zu lassen, doch Shannon hatte für sich andere Pläne. Es erschien eine Live-Doppel-CD eines Konzertes vom März 2005 mit drei neuen, von Dave Monsey am Bass begleiteten, Studio-Stücken sowie eine beigefügte DVD. In der Live-Besetzung trat Mark Newmark in Erscheinung.

## Stil
Der Metal Hammer klassifizierte das Debütalbum als Südstaaten-Rock. Zu den Ähnlichkeiten mit den jeweiligen Ex-Bands der Musiker kämen noch „das lodernde Feuer der Black Crowes und die gediegene Reife der Allman Brothers“. Im Metal Star wurde insbesondere Shape I'm In hervorgehoben, das als „Rock'n'Roller“ bezeichnet wurde und nach George Thorogood klingen würde. Daneben erhielten andere Lieder die Stilbeschreibungen „Boogie“, „Halbballade“ und „Countryrock“. Kurz nach dem Auflegen der Platte würde man „unwillkürlich an Bands von der Sorte Bad Company und frühe Foreigner erinnert“. Trotz „von der Akustikgitarre geführten“ Liedern gebe es „keine echte Schnulze“. Vom Musikexpress erhielt das Album eine Einordnung in den „Bluesrock mit gelegentlichen Wohllauten aus Pop und Funk“. Die Internet-Plattform Allmusic meinte, dass das Album wie kein anderes den Bluesrock-Geist von Vaughan in sich trage. Gleich vier Stücke, darunter das dem Verstorbenen gewidmete Sent by Angels, ließen dies ohne Anflug von purer Nachahmung spüren. Das Zusammenwirken der beiden Sänger und Leadgitarristen erinnere zudem an andere große Künstler aus Texas: ZZ Top. Rocktimes.de schrieb zum Livealbum, es werde Bluesrock geboten, es fehlten jedoch „auch nicht die opulenten, fast wilden Ausflüge in den Bereich der Psychedelic“.

## Diskografie
- 1992: Arc Angels (Album, David Geffen Company)
- 1992: Living in a Dream (Single, David Geffen Company)
- 1992: Too Many Ways to Fall (Promo-Single, David Geffen Company)
- 1992: Shape I'm In (Promo-Single, David Geffen Company)
- 1992: Sent by Angels (Promo-Single, David Geffen Company)
- 2009: Living in a Dream (Live-CD/Studio-EP/DVD, Mark I Productions)